# Ursula Pole
Ursula Pole, baronne Stafford (vers 1504 - 12 août 1570) est une aristocrate anglaise, l'épouse d'Henry Stafford, 10e baron Stafford et la fille de Margaret Plantagenêt, 8e comtesse de Salisbury. Sa mère était le dernier membre survivant de la dynastie Plantagenêt et a été exécutée pour trahison en 1541 sur ordre du roi Henri VIII.

## Famille
Lady Ursula est née vers 1504, fille unique et plus jeune enfant de Sir Richard Pole, mort en 1505, et de Margaret Pole, suo jure 8e comtesse de Salisbury, fille de Georges Plantagenêt, 1er duc de Clarence et d'Isabelle Neville et le dernier membre survivant de la dynastie Plantagenêt. Sa mère est la marraine de la princesse, et future reine, Marie Tudor, née en 1516, et occupera plus tard le poste de gouvernante royale.
Ursula a quatre frères aînés : Henry Pole, 1er baron Montagu, Reginald Pole, cardinal et dernier archevêque catholique de Cantorbéry, Sir Geoffrey Pole et Sir Arthur Pole. Son frère aîné Henry, qui était l'un des pairs au procès de la reine Anne Boleyn, est exécuté pour trahison en 1539 ; deux ans plus tard, sa mère connaît le même sort, et ses titres et honneurs sont confisqués au profit de la Couronne. Geoffroy, soupçonné de trahison, part en exil sur le continent.
La résidence principale de la famille Pole était le château de Warblington dans l'Hampshire.

## Mariage et descendance
Le 16 février 1518/1519, Lady Ursula épouse Henry Stafford, 10e baron Stafford (18 septembre 1501 - 30 avril 1563), fils unique d'Edward Stafford, 3e duc de Buckingham et d'Éléonore Percy. Elle avait environ 15 ans et il n'en avait pas encore 18. Le mariage avait été arrangé par le duc de Buckingham à la suggestion du cardinal Thomas Wolsey. La dot d'Ursula était de 3 000 marks, qui serait augmentée de 1 000 marks « si la comtesse [de Salisbury] récupérait certaines terres du roi » . La comtesse avait donné au couple des terres dans le Somerset et le Devon valant 700 marks. En retour, le duc de Buckingham devait mettre de côté des terres d'une valeur de 500 £ pour le douaire d'Ursula . Il a également payé les frais du mariage, à l'exception des vêtements de la mariée qui ont été fournis par sa mère.
Après le mariage, le couple s'installe dans la maison du duc de Buckingham, où ils avaient des tuteurs pour veiller sur eux . En juin 1520, Ursula est présente au Camp du Drap d'Or . En novembre de la même année, Ursula donne naissance à son premier enfant. Le duc a payé 10 shillings à une sage-femme pour l'assister après la naissance.
En tout, le couple a eu quatorze enfants dont douze nous sont connus :   
- Henry Stafford (né en novembre 1520 - décédé dans l'enfance)
- Dorothy Stafford (1er octobre 1526-22 septembre 1604), épouse Sir William Stafford, par qui elle eut six enfants. Dorothy était une personne influente à la cour de la reine Élisabeth Ire qu'elle servit en qualité de Maîtresse  de la garde-robe.
- Henry Stafford, 11e baron Stafford (décédé en 1565), épouse Elizabeth Davy.
- Thomas Stafford (vers 1533-28 mai 1557), exécuté pour haute trahison.
- Edward Stafford, 12e baron Stafford (17 janvier 1535 - 18 octobre 1603), épouse Maria Stanley, fille d'Edward Stanley, 3e comte de Derby, avec qui il eut des enfants.
- Richard Stafford, épouse Mary Corbet, avec qui il eut des enfants, dont Roger Stafford, 15e baron Stafford.
- Walter Stafford (vers 1539 - après 1571)
- William Stafford
- Elizabeth Stafford, épouse Sir William Neville.
- Anne Stafford, épouse Sir Henry Williams.
- Susan Stafford
- Jane Stafford

En 1521, son beau-père est décapité pour trahison et condamné à titre posthume par une loi du Parlement, son titre et ses biens étant confisqués au profit de la Couronne. Le mari d'Ursula est créé 1er baron Stafford par le fils et successeur du roi Henri, Édouard VI, en 1547.
Ursula semblait avoir eu une relation cordiale avec sa belle-sœur Elizabeth Stafford, duchesse de Norfolk, avec qui son mari s'était disputé. À sa mort en 1558, la duchesse lègue à Ursula, qu'elle décrit affectueusement comme sa « suster Stafford », tous ses vêtements et bijoux, ainsi qu'une coiffe et une selle recouverte de velours.
Ursula meurt le 12 août 1570 à l'âge de 66 ans, sept ans après son mari. Son fils Henry, 11e baron Stafford, meurt deux ans plus tard.